# Hórreo de Lira

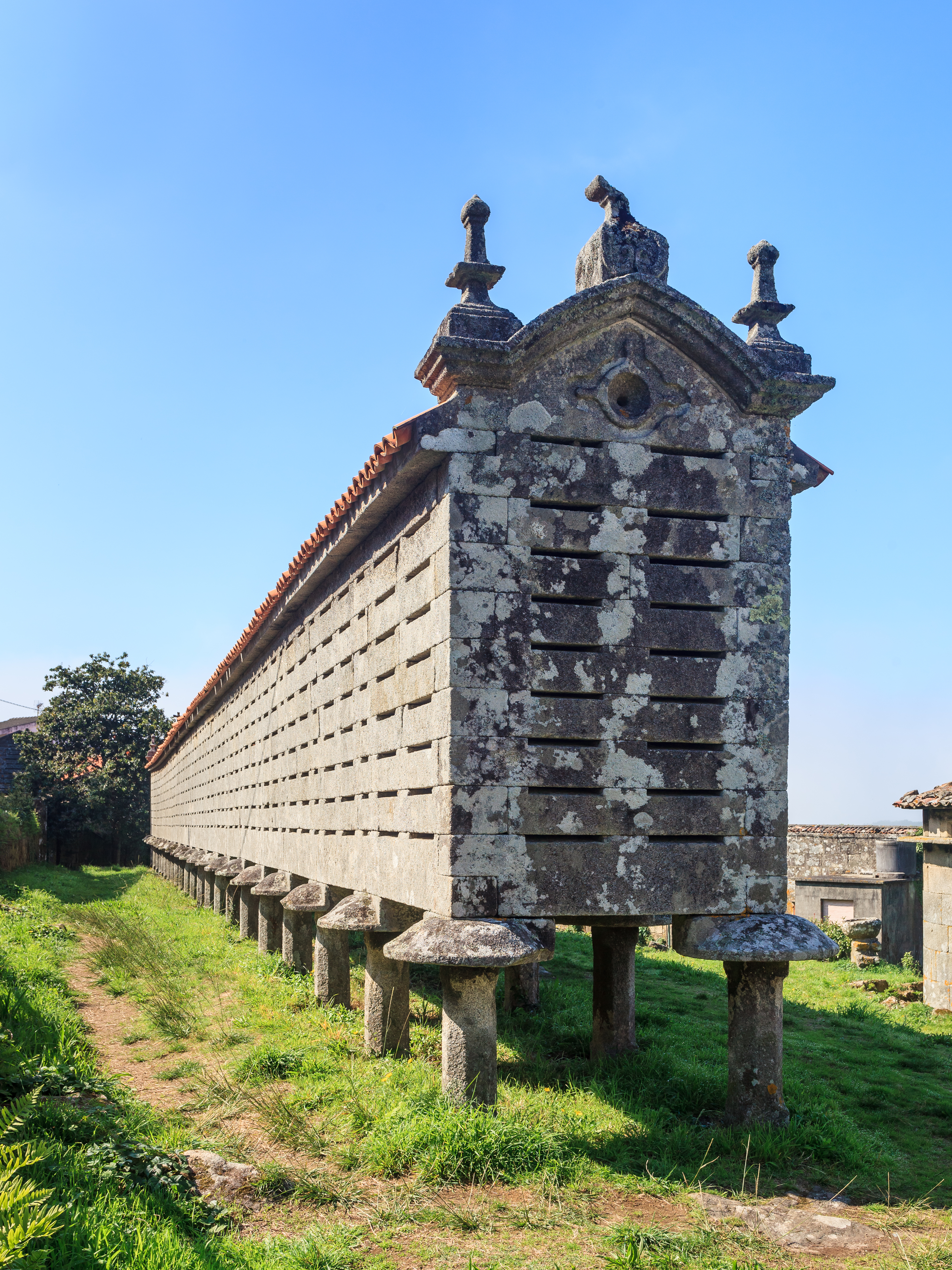
Hórreo de Lira in Carnota

Der Hórreo de Lira im Ortsteil Lira von Carnota, einer spanischen Gemeinde in der Provinz A Coruña der Autonomen Gemeinschaft Galicien, wurde von 1779 bis 1814 errichtet. Der Hórreo ist ein geschütztes Kulturdenkmal (Bien de Interés Cultural).
Der Hórreo besteht vollständig aus Granit und hat eine Länge von circa 35 Meter und konkurriert mit dem Hórreo de Carnota in der gleichen Gemeinde.